# Conspirație la nivel înalt
Conspirație la nivel înalt (Echelon Conspiracy, denumit anterior ca The Gift, Cadoul) este un film thriller de acțiune din 2009. Este regizat de Greg Marcks. În rolurile principale joacă actorii Shane West, Edward Burns și Ving Rhames.

## Legături externe
- Site-ul oficial Arhivat în 24 noiembrie 2009, la Wayback Machine.

Format:Greg Marcks